# Maculinea tolistus
Maculinea tolistus är en fjärilsart som beskrevs av Hans Fruhstorfer 1917. Maculinea tolistus ingår i släktet Maculinea och familjen juvelvingar. Inga underarter finns listade i Catalogue of Life.